# Gyula Breyer
Gyula Breyer (30 de abril de 1893 — 9 de novembro de 1921) foi enxadrista húngaro e um dos líderes do escola de pensamento hipermoderno no enxadrismo.

## Carreira no xadrez
Em 1912, Breyer venceu o campeonato húngaro em Temesvar. Em um torneio de 1920 em Berlim, ele terminou em primeiro (+ 6−2 = 1), à frente de Efim Bogoljubov, Savielly Tartakower, Richard Réti, Géza Maróczy e Siegbert Tarrasch. Breyer teve um recorde positivo contra Max Euwe (mais tarde campeão mundial).
Em 1921, Breyer estabeleceu um novo recorde de xadrez com os olhos vendados, jogando 25 jogos simultaneamente. Ele também editou a Szellemi Sport, uma revista dedicada aos quebra-cabeças do xadrez, e compôs pelo menos um brilhante estudo de análise retrógrada.
A doença cardíaca interrompeu a promissora carreira de xadrez de Breyer. Ele morreu em 1921 com 28 anos em Bratislava. Ele foi enterrado em Bratislava e após a exumação em 1987, foi enterrado novamente no Cemitério Kerepesi em Budapeste.

## Jogos notáveis
Max Euwe vs. Breyer, Vienna 1921
1.e4 Nc6 2.Nc3 Nf6 3.d4 e5 4.dxe5 Nxe5 5.f4 Nc6 6.e5 Ng8 7.Bc4 d6 8.Nf3 Bg4 9.0-0 Qd7 10.Qe1 0-0-0 11.Ng5 dxe5 12.Kh1 f6 13.Nf7 Na5 14.Nxd8 Nxc4 15.Qe4 Nd6 16.Qb4 Be7 17.fxe5 fxe5 18.Nxb7 Nxb7 19.Rf8+ Bxf8 20.Qxf8+ Qd8 21.Qxg7 Nf6 22.Bg5 Rg8 23.Qh6 Rg6 24.Qh4 Nd6 25.Rf1 Nf5 26.Qxg4 Nxg4 27.Bxd8 Nge3 28.Rf3 Kxd8 29.h3 Rg3 30.Rxg3 Nxg3+0–1. 